# ロブソン川
ロブソン川（英語：Robson River）は、カナダの10州の1つブリティッシュコロンビア州のロブソン山州立公園（Mount Robson Provincial Park）にある、短いが急で、滝のある川である。それは上フレーザー川の支流であり、ロブソン川とスモーキー川の源流を分けるロブソン峠の近くが始点である。川の流れに沿って3つの湖と4つの滝がある。流域近くにはカナディアンロッキー最高峰のロブソン山も存在する。

## 地理・流路

### ロブソン湖からバーグ湖へ
ロブソン川は、ロブソン氷河のつま先にあるロブソン湖より始まる。湖を出た後、川は北西に流れ、その後南西に流れてからバーグ湖に入る。その前で川は広がり、多くの小川に分かれてから、バーグ湖の北東端に流れ込んでいる。

### バーグ湖からキニー湖へ

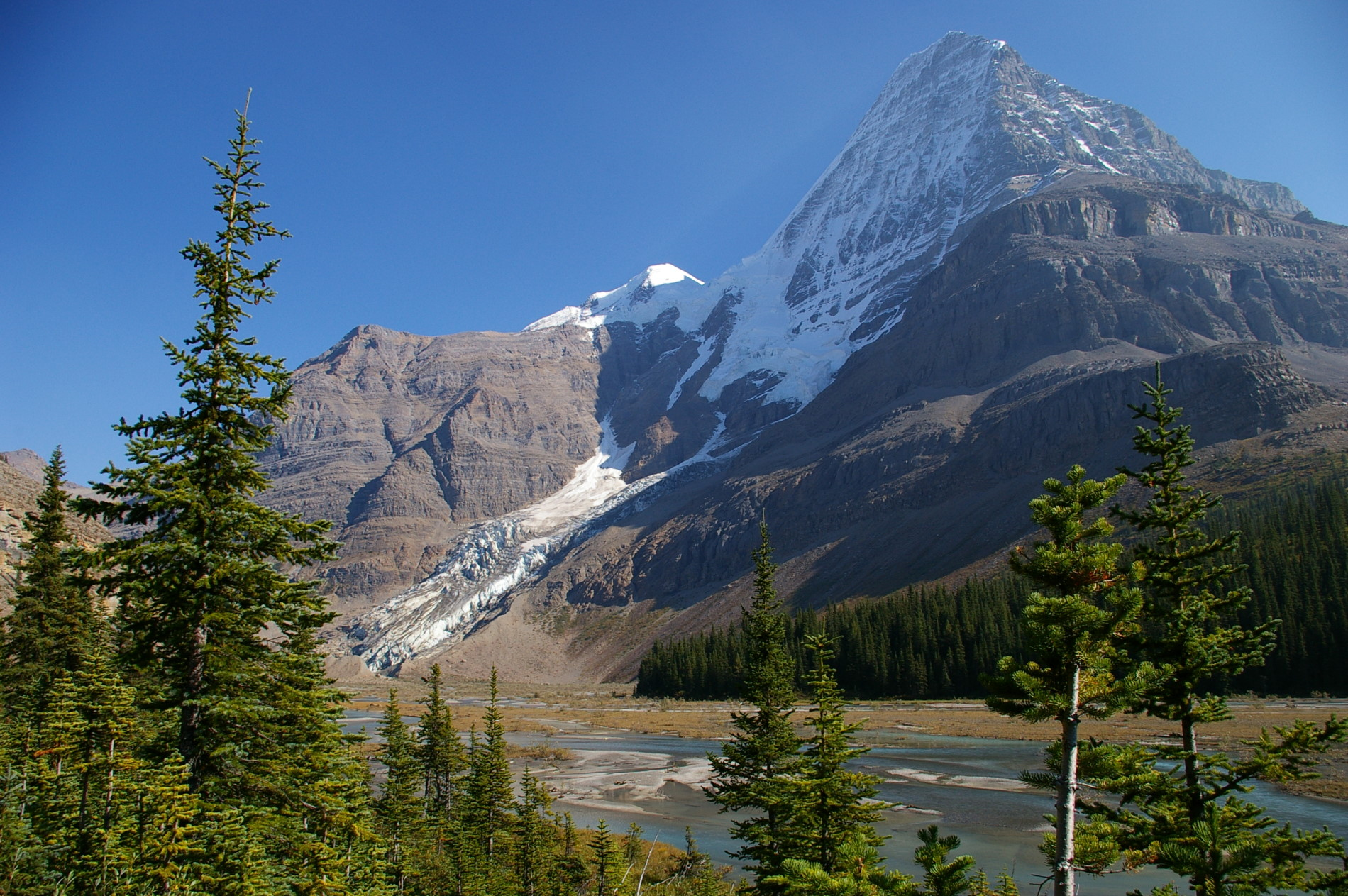
ロブソン山。ロブソン川が手前を流れている。

川はバーグ湖の南西端を出て、西に約2.3キロメートル (1.4 mi)流れる。1.6キロメートル (1.0 mi)の峡谷の先頭にある150フィート (46 m)の落差のある壮大なエンペラー滝を越え、その中で川はさらに二つの滝を越える。最初の滝は、峡谷のほぼ中間にあるフォールズ・オブ・ザ・プール（Falls of the Pool）で、もう1つは峡谷の終わりに位置する、主経路からはその全体を見ることができないほど大きな多層構造のホワイトフォールズ（White Falls）である。これらの滝は「千滝の谷（Valley of a Thousand Falls）」として認知されている。ホワイトフォールズからさらに3.3キロメートル (2.1 mi)南下すると、ロブソン川の名前の由来となったロブソン山の麓に直接あるキニー湖に入る。バーグ湖とキニー湖の間で、川は2,185フィート (666 m)下るが、その多くはエンペラーフォールとホワイトフォールの落差によるものである。キニー湖に入る前に、川は大きく広がり、湖に流れ込む前にも曲がりくねっている。

### キニー湖からフレーザー川まで
ロブソン川はその南端からキニー湖を出て、南西に約7.3キロメートル (4.5 mi)、フレーザー川との合流点までオーバーランダー滝の下約3.5キロメートル (2.2 mi)、スイフトカレント・クリーク（Swiftcurrent Creek）の河口の上約1.7キロをさらに流れる。キニー湖とフレーザー川のほぼ中間地点にあるのがノールトン滝（Knowlton Falls）で、バーグレイク・トレイルで最初に目にする滝である。フレーザー川から約0.6キロメートル（0.4マイル）の地点では、イエローヘッド・ハイウェイ（Yellowhead Highway）が川を横断している。川全体で2,852フィート (869 m)の落差があるがその75％ほどはハーグ湖とキニー湖の間のものである。

## その他
流域地ではハイキングが盛んであり、この地域の主なハイキングコースは、ロブソン川の河口近くのイエローヘッド・ハイウェイから始まるバーグ湖トレイルである。このルートは、その名の由来となったバーグ湖まで続き、そこでさらにルートが分岐している。バーグ湖にたどり着くには、通常数日間の旅が必要でだが、1日で辿り着く者もいる。湖畔の途中には自転車置き場があり自転車で行くこともできるが、ここからさらに上流に行く場合は、徒歩で行くことになる。またこのルートでは、ロブソンの滝を眺めることも可能。ルートの起点とキニー湖の中間地点にはノールトン滝があり、バーグ湖の方に登っていけばホワイトフォールズとフォールズ・オブ・ザ・プールの渓谷も見渡すことができる。